# David W. Allen
David W. Allen (22 d'octubre de 1944 - 16 d'agost de 1999) va ser un animador (titella) de models stop motion de cinema i televisió estatunidenc.
Allen va proporcionar efectes especials en produccions com Udols, Twilight Zone: The Movie, El jove Sherlock Holmes (per la qual va guanyar una nominació a l'Oscar als millors efectes visuals), Willow i Honey, I Shrunk the Kids. També va tenir una llarga associació amb el productor Charles Band, treballant en pel·lícules com Nines, Puppet Master, Bride of Re-Animator, Subspecies i Demonic Toys.

## Carrera
Alguns dels primers treballs d'animació d'Allen es poden veure a la pel·lícula estudiantil de 16 mm de 1970 Equinox, que va ser ampliada d'un curtmetratge a un llargmetratge de Jack H. Harris i retitulada The Beast per a l'estrena de vídeo VHS a 1980.
Tot i que feia anys que treballava en animació, principalment fent anuncis com Pillsbury Doughboy, Allen va sorprendre els espectadors de pel·lícules quan va animar el monstre "Nesuahyrrah" que apareix al clímax de la comèdia de paròdia semiporno Flesh Gordon produït per Howard Ziehm el 1974. La pel·lícula també va incloure una seqüència d'animació de l'amic d'Allen durant molt de temps, Jim Danforth.
El model d'animació al que contribuí Allen per un anunci de Volkswagen fet el 1972 en què King Kong veu una versió gegant del cotxe penjat de l'Empire State Building a Nova York. Baixant de l'edifici, Kong posa la seva "cita" humana al seient del passatger, puja al cotxe i condueix per la Cinquena Avinguda sense veure's. L'espot es va emetre només una vegada a la cadena de televisió i, malgrat la resposta favorable del públic, es va retirar perquè els directius de VW van decidir que no els agradava la imatge d'un simi conduint el seu cotxe.
Allen es va unir amb Danforth per proporcionar animació de model per a la pel·lícula de terror de baix pressupost The Crater Lake Monster (1977). També va animar els extraterrestres a la pel·lícula de ciència-ficció de baix pressupost Laserblast (1978).
Amb Danforth, Ray Harryhausen, diversos altres models d'animació, artistes d'efectes visuals, productors de cinema i directors, Allen va ajudar a organitzar un esdeveniment el març de 1983 al Mann's Chinese Theatre commemorant el cinquantè aniversari de l'estrena de King Kong, cedint el seu model de VW Kong per exposar-lo al Roosevelt Hotel de l'altra banda del carrer del teatre.
Allen també va ser contractat per animar els petits plats voladors de Batteries Not Included (1987), una història que originalment havia de ser un episodi de la sèrie de televisió Amazing Stories (sèrie de televisió de 1985) de Spielberg. Allen i la seva tripulació van animar les al·lucinacions i les criatures de la pel·lícula de 1985 de Barry Levinson El jove Sherlock Holmes, per la que va rebre la seva nominació a un Oscar el 1985.
La seva productora, David Allen Productions, va fer efectes visuals i animació de models per a la estranya pel·lícula de monstres Freaked el 1992.
Fins a la seva mort per càncer el 1999, Allen havia estat treballant de manera intermitent en els efectes stop motion per a la pel·lícula The Primevals, la seva pròpia producció. Aquest projecte data de principis de la seva carrera, a finals de la dècada de 1960, quan va presentar una fantasia èpica als executius de Hammer Film. Va desenvolupar la idea al llarg dels anys, i el 1978 va començar la producció amb el productor Charles Band. La pel·lícula va ser objecte d'una història de portada a la revista Cinefantastique aquell any, però malgrat l'interès, la producció es va tancar, després es va reviure breument dues vegades més i després es va tancar de nou. Un protegit d'Allen, Chris Endicott, ha fet més treballs d'animació a la pel·lícula i el 2023 es va estrenar una versió completa de la pel·lícula.
David Allen i els seus associats de la companyia de producció van continuar cultivant una associació a llarg termini amb Charles Band, produint animació i altres efectes per a una sèrie de pel·lícules fantàstiques produïdes i/o dirigides per Band, estrenadas tant en teatre com directament als mercats de vídeo per Paramount Pictures durant els anys vuitanta i noranta. Algunes de les pel·lícules d'aquesta sèrie són les pel·lícules Puppet Master, la sèrie Prehysteria, les pel·lícules Demonic Toys i diverses produccions impressionants d'un sol cop, com ara els esquelets de dinosaures que cobren vida i lluiten a la pel·lícula Doctor Mordrid'.
La productora d'Allen, ara dirigida per Chris Endicott, continua treballant amb efectes en diverses pel·lícules.

### Vida personal
El 1995, Allen es va casar amb Donita Woodruff, a qui va conèixer el 1990. Woodruff es va assabentar que Allen havia sortit anteriorment amb una dona anomenada Valerie Taylor de manera intermitent començant el 1985, que va provocar una disputa entre Woodruff i Taylor. Woodruff va sospitar que Taylor tenia un passat criminal i va trobar proves suficients per persuadir la policia de detenir-la el 1996 per un assassinat el 1979 a Carolina del Sud. Taylor va declarar en defensa pròpia i va complir dos anys. Allen i Woodruff es van divorciar el 1998.

## Efectes visuals
- 2023 The Primevals (Guionista, director, efectes especials) (projecte especial de Charles Band, completat pòstumament)
- 1996 Special Effects: Anything Can Happen (curtmetratge documental) (animador stop-motion: seqüència de King Kong)
- 1996 Han arribat (efectes visuals – no acreditat)
- 1996 Oblivion 2: Backlash (director d'efectes visuals – com a David Allen)
- 1996 Galgameth (supervisor d'efectes visuals)
- 1994 Puppet Master 5: The Final Chapter (vídeo) (supervisor d'efectes de titelles – com a David Allen)
- 1994 Shrunken Heads (coordinador d'efectes visuals – com a David Allen)
- 1994 Oblivion (special efectes visuals)
- 1994 Bloodlust: Subspecies III (video) (supervisor stop-motion)
- 1993 Puppet Master 4 (video) (supervisor d'efectes de titelles – com a David Allen)
- 1993 Dollman vs. Demonic Toys (video) (efectes especials d'animació)
- 1993 El club dels mutants (animador stop-motion)
- 1993 Prehysteria! (efectes especials)
- 1993 Robot Wars (supervisor d'efectes visuals)
- 1992 Doctor Mordrid (efectes especials d'animació, efectes visuals – com a David Allen)
- 1992 Demonic Toys (video) (animador stop-motion)
- 1991 Puppet Master III: Toulon's Revenge (video) (animador stop-motion: David Allen Productions, productor d'efectes visuals: David Allen Productions)
- 1991 Subspecies (director d'efectes visuals)
- 1991 Oscar (animador del títol, efectes visuals – com a David Allen)
- 1991 Puppet Master II (video) (Director, supervisor d'efectes visuals: David Allen Productions)
- 1990 Robot Jox (efectes visuals – com a David Allen)
- 1990 Bride of Re-Animator (efectes especials – com a David Allen, supervisor d'efectes especials: David Allen Productions, efectes especials de maquillatge: David Allen Productions, animador stop-motion i miniatures: David Allen Productions)
- 1989 Puppet Master (video) (animador de titella, supervisor d'efectes visuals
- 1989 Enemies, a Love Story (efectes especials)
- 1989 Honey, I Shrunk the Kids (animador stop-motion/stop motion equip de les formigues, animador stop-motion: seqüència de la formiga – com a David Allen)
- 1989 Caçafantasmes II (intèrpret del personatge: ILM – com a David Allen)
- 1988 Ghoulies II (seqüències en stop motion)
- 1988 Willow (cap de titelles – com a David Allen)
- 1988 Pulse Pounders (supervisor d'efectes visuals)
- 1987 *batteries not included (cap de titelles: no acreditat; ILM efectes visuals: acreditat com a titella de vareta i supervisor de stop motion)
- 1987 Nines (special efectes visuals)
- 1986 Eliminators (special optical effects)
- 1985 El jove Sherlock Holmes (cap titellaire – com a David Allen, , supervisor de moviment de la seqüència de pastisseria: ILM – com a David Allen)
- 1985 La substància (special efectes visuals – com a David Allen)
- 1984 Ragewar (Director d'un segment, dissenyadoar d'efectes visuals – com a David Allen)
- 1983 Twilight Zone: The Movie (efectes visuals – segment 4 / com a David Allan)
- 1983 L'ànsia (animador stop-motion: seqüència del mico – com a David Allen)
- 1982 Q (special efectes visuals – com a David Allen)
- 1982 Gos blanc (prostètics)
- 1981 Cavernícola (supervisor d'efectes visuals – com a David Allen)
- 1981 Udols (animador stop-motion – com a David Allen)
- 1980 The Day Time Ended (animació dimensional - com David Allen, assessor tècnic – com a David Allen)
- 1980 Witches' Brew (creador: dimoni "Lucifer" – com a David Allen)
- 1978 Laserblast (efectes d'animació)
- 1977 The Crater Lake Monster (supervisor stop-motion)
- 1974 Flesh Gordon (stop motion)
- 1970 Quan els dinosaures dominaven la terra (efectes stop motion)
- 1970 Equinox (efectes fotogràfics especials, efectes stop motion)